# バーミンガム・スノーヒル駅
バーミンガム・スノーヒル駅（英語:Birmingham Snow Hill station）は、イギリスのイングランド中部の都市バーミンガムの中心駅のひとつである。
当駅は主にチルターン・レイルウェイズのバーミンガム側のターミナルとして機能し、ロンドンのメリルボーン駅からは、チルターン本線でおよそ2時間10分である。 
地域内列車はウェスト・ミッドランズ・レールウェイ（ウェスト・ミッドランズ・トレインズ）によって運行されており、当駅を発着するバーミンガム - キダーミンスター - ウスター線、チルターン本線、ノース・ウォリックシャー線はまとめてスノーヒル線として知られている。 
以前はLRTのミッドランド・メトロが乗り入れていたが、2016年に行われたバーミンガム最大の駅であるニューストリート駅への延伸の際に当駅への乗り入れは終了し、現在はブル・ストリート（英語版）もしくはセント・チャズ（英語版）のいずれかの停留場で乗り換えが可能である。

## 隣の駅
■ウェスト・ミッドランズ・レールウェイ（ウェスト・ミッドランズ・トレインズ）
バーミンガム・ムーアストリート駅 - バーミンガム・スノー・ヒル駅 - ジュエリー・クオーター駅
■チルターン・レイルウェイズ
バーミンガム・ムーアストリート駅 - バーミンガム・スノー・ヒル駅 - ジュエリー・クオーター駅
■ヴィンテージ・トレインズ「シェイクスピア・エクスプレス」（7月 - 9月運行）
バーミンガム・ムーアストリート駅 - バーミンガム・スノー・ヒル駅